# 德拉戈斯拉夫·舍库拉拉茨
德拉戈斯拉夫·舍库拉拉茨（羅馬化：Dragoslav Šekularac，1937年11月30日—2019年1月5日），塞尔维亚男子足球运动员。他曾代表南斯拉夫国奥队参加1956年夏季奥林匹克运动会足球比赛，获得一枚银牌。